# Franz Gabl
Franz Xaver Gabl (* 29. Dezember 1921 in St. Anton am Arlberg; † 23. Jänner 2014 in Bellingham (Washington), USA) war ein österreichischer Skirennläufer. Er gewann die Silbermedaille in der Abfahrt bei den Olympischen Winterspielen 1948.

## Biografie
Gabl kam, ebenso wie sein älterer Bruder Josef „Pepi“ Gabl, schon früh zum Skisport und erzielte in jungen Jahren vor allem im Skispringen einige Erfolge. So wurde er 1935 Tiroler Jugendmeister und gewann 1936 die nationale Jugendmeisterschaft. Dann musste er aber aufgrund einer schweren Verletzung das Springen aufgeben und konzentrierte sich fortan ganz auf die alpinen Bewerbe. 1940 wurde seine sportliche Laufbahn vorerst unterbrochen, da er zum Kriegsdienst eingezogen wurde. Mehrmals verwundet kehrte er im August 1945 aus kurzer sowjetischer Gefangenschaft nach Österreich zurück.
Nun begann die eigentliche Skikarriere des Tirolers. Im Winter 1945/46 musste er sich noch auf nationale Wettkämpfe beschränken, da den ÖSV-Läufern ein Antreten im Ausland untersagt war. Im nächsten Winter feierte er seine ersten größeren Erfolge: Er gewann den Slalom beim Ländertreffen in Seefeld, den Riesenslalom beim traditionellen Glocknerrennen und wurde 1947 hinter Egon Schöpf österreichischer Vizemeister im Slalom. Mit guten Leistungen bei den ÖSV-internen Ausscheidungen qualifizierte er sich schließlich für die Olympischen Winterspiele 1948 im schweizerischen St. Moritz, wo die Alpinbewerbe auch als Weltmeisterschaften zählten. Dort gewann er hinter dem überlegenen Sieger Henri Oreiller aus Frankreich die Silbermedaille in der Abfahrt. "Eine Einnahmequelle, die einem jungen Skiläufer ein veritables Auskommen sichern konnte, war der Skisport damals nicht. Es gab keine Werbeverträge oder  Auftritte in Talk Shows. In der Zeit nach dem Krieg gab es das, was für das Leben notwendig aber oftmals zu knapp war. In einem Glückwunschschreiben des Oesterreichischen Olympischen Comit heißt es:  Es freut uns, Ihnen mitteilen zu können, dass Ihnen 1 Paket Reis (5 Kilo) und 1 Paket Zucker (5 Kilo) 
gewidmet wurde, welche Sie in Wien, Liechtensteinerstr. 43 beheben können."
Im Winter 1949 musste Gabl aufgrund einer Verletzung längere Zeit pausieren, konnte aber im nächsten Winter wieder mehrere Rennen gewinnen. Beim Westenpokal in Lech siegte er in der Kombination mit der Idealnote Null, in St. Anton gewann er den Hannes-Schneider-Pokal. Damit galt er als große Medaillenhoffnung bei den Weltmeisterschaften 1950 in Aspen. Er kam aber mit den ungewohnten Bedingungen nicht zurecht und erreichte keine Spitzenplätze.
Nach dieser WM blieb Gabl in den USA, feierte dort noch einige Siege und war anschließend als Skilehrer tätig. Vorübergehend übersiedelte er nach Kanada und trainierte die kanadische Olympiamannschaft der Damen von 1952 sowie vier Jahre später jene der Herren. Danach vertrieb er Skiprodukte und Skibekleidung in den USA und Kanada und wurde ein erfolgreicher Geschäftsmann. Er verstarb im Jänner 2014.
Sein Neffe ist der Meteorologe Karl Gabl. Die österreichische Skirennläuferin Gertrud Gabl war seine Nichte.

## Erfolge

### Olympische Winterspiele
- St. Moritz 1948: 2. Abfahrt

### Weltmeisterschaften
- St. Moritz 1948: 2. Abfahrt
- Aspen 1950: 9. Slalom, 11. Abfahrt, 36. Riesenslalom

## Auszeichnungen
- 1996: Silbernes Ehrenzeichen für Verdienste um die Republik Österreich[4]